# Новий Томишль
Новий Томишль (пол. Nowy Tomyśl, нім. Neutomischel) — місто в північно-західній Польщі Новотомишльського повіту Великопольського воєводства на річці Шарці. Повз місто проходить автострада А2.
У 1975—1998 роках місто належало до Познанського воєводства.
Станом на 31 грудня 2014 тут проживало 14 974 мешканців.

## Демографія
Демографічна структура станом на 31 березня 2011 року:
|          | Загалом | Допрацездатний вік | Працездатний вік | Постпрацездатний вік |
| -------- | ------- | ------------------ | ---------------- | -------------------- |
| Чоловіки | 7227    | 1479               | 5147             | 601                  |
| Жінки    | 7884    | 1318               | 4883             | 1683                 |
| Разом    | 15111   | 2797               | 10030            | 2284                 |

## Галерея

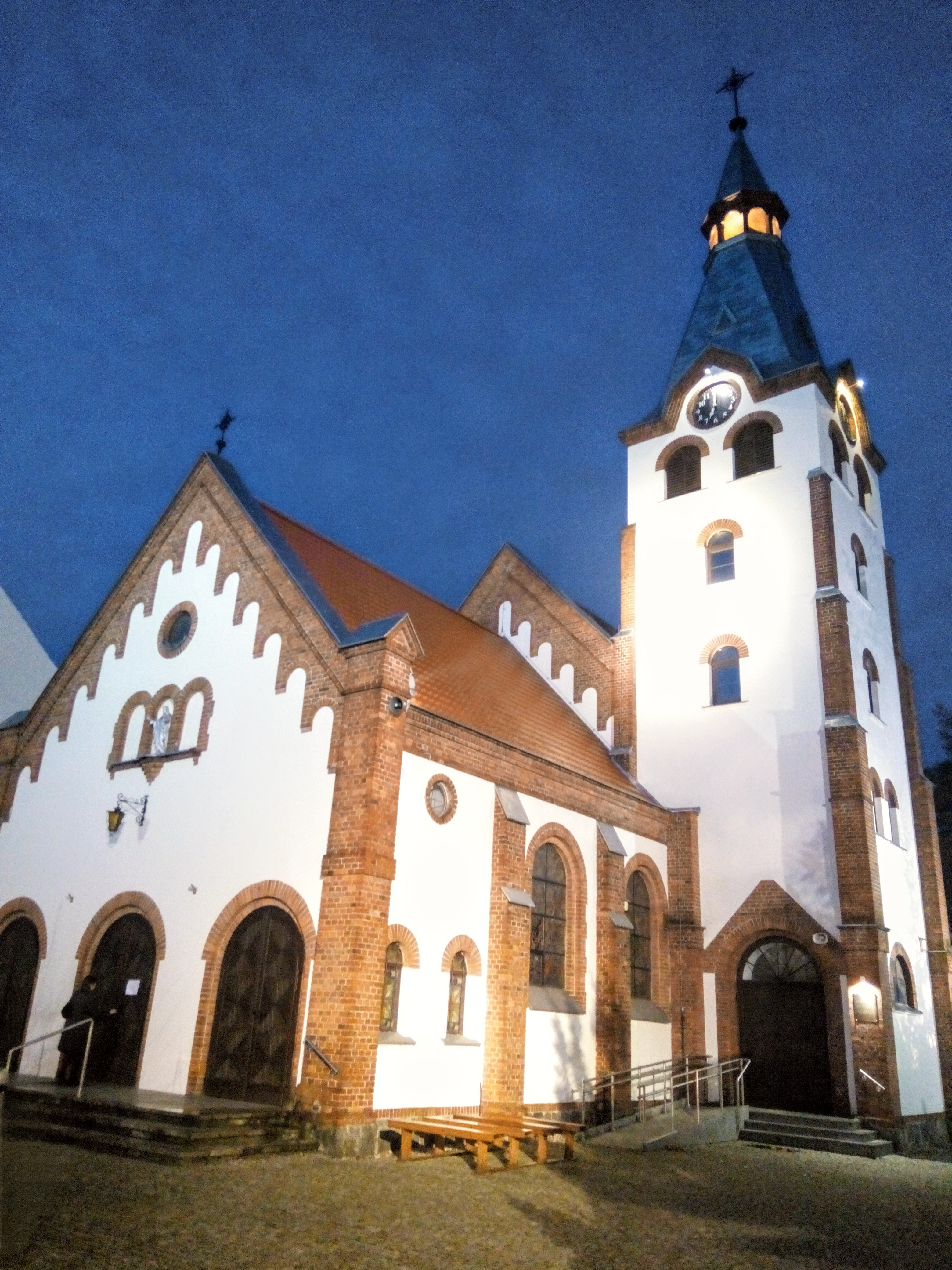
Костел Матері Божої Неустанної Помочі
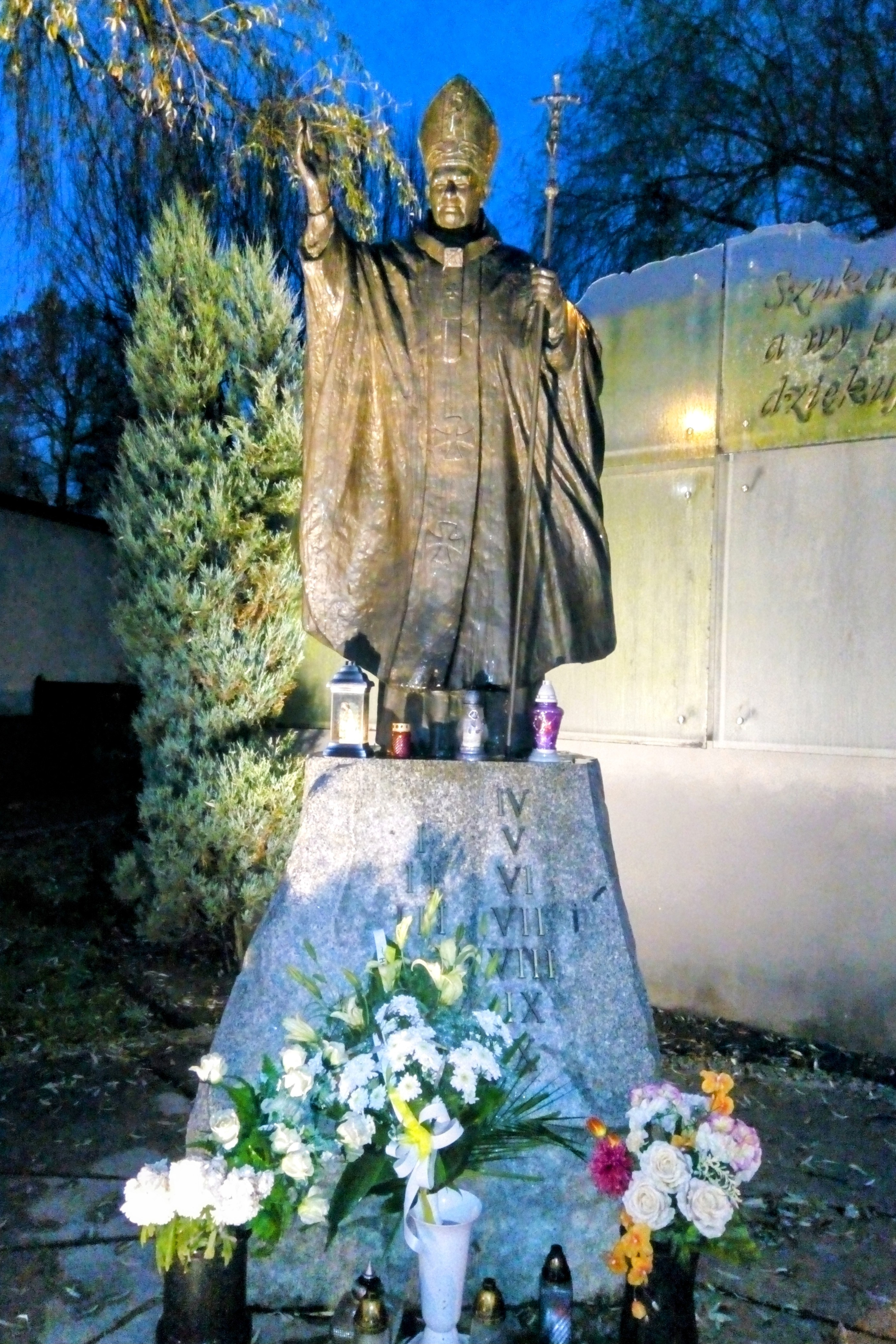
Пам'ятник папі Римському Івану Павлу II